# Karen Fladset
Karen Fladset, née le 27 mai 1944 à Ålesund, est une ancienne handballeuse internationale norvégienne. Elle fut également à la tête de l'équipe de Norvège de handball féminin de 1982 à 1984.
Avec l'équipe de Norvège, elle participe notamment au Championnat du monde 1971 et 1973 en tant que joueuse.